# Amai Manabilang
Bumbaran ist eine philippinische Stadtgemeinde in der Provinz Lanao del Sur. Sie hat 10.401 Einwohner (Zensus 1. August 2015).

## Baranggays
Bumbaran ist politisch in 17 Baranggays unterteilt.
| - Poblacion (Apartfort) - Bagumbayan - Bandara-Ingud - Comara - Frankfort - Lambanogan - Lico - Mansilano - Natangcopan | - Pagonayan - Pagalamatan - Piagma - Punud - Ranao-Baning - Salam - Sagua-an - Sumugot |